# تئودوروس پانگالوس
تئودوروس پانگالوس (یونانی: Θεόδωρος Πάγκαλος زادهٔ ۱۷ اوت ۱۹۳۸ – درگذشتهٔ ۳۱ مه ۲۰۲۳) یک سیاستمدار اهل یونان بود.